# تنسيق الحدائق المستدامة
تنسيق الحدائق المستدامة تشمل مجموعة متنوعة من الممارسات التي وضعت استجابة للقضايا البيئية. وتستخدم هذه الممارسات في كل مرحلة من المناظر الطبيعية، بما في ذلك التصميم والتنفيذ، والتطبيق وإدارة الحدائق السكنية والتجارية.

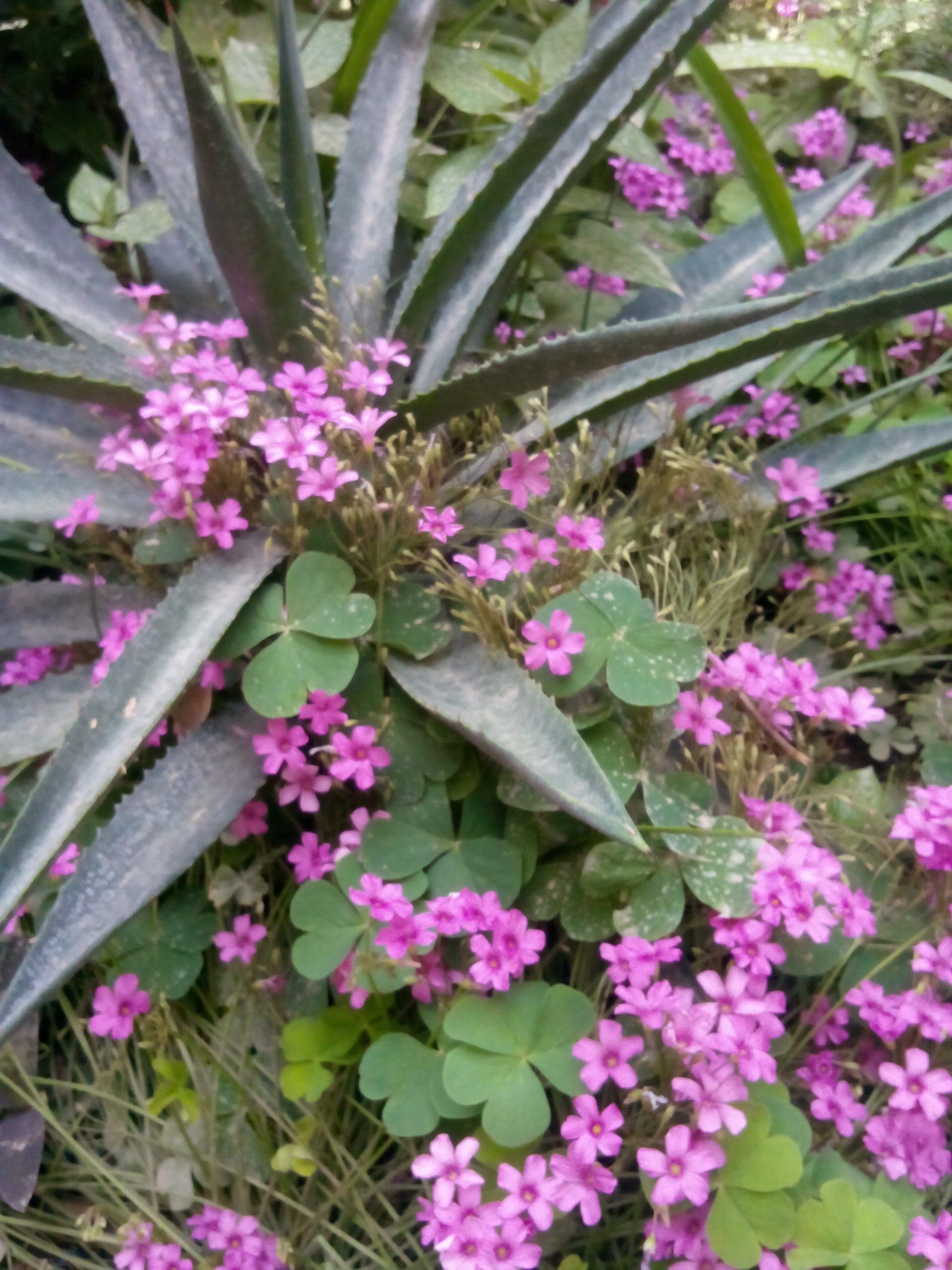
نباتات تزرع في الحدائق والمتنزهات

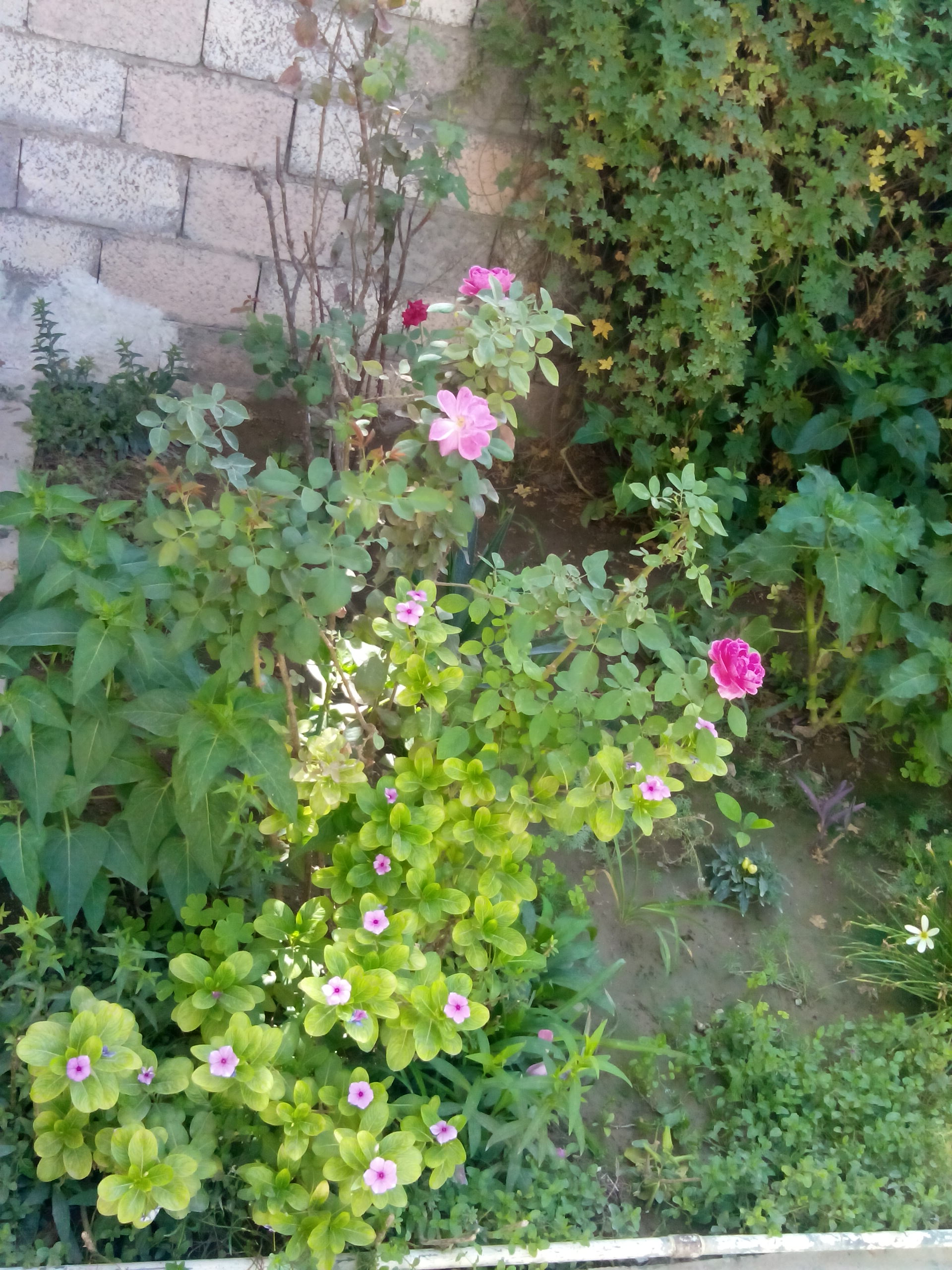
أزهار في حديقة المنزل

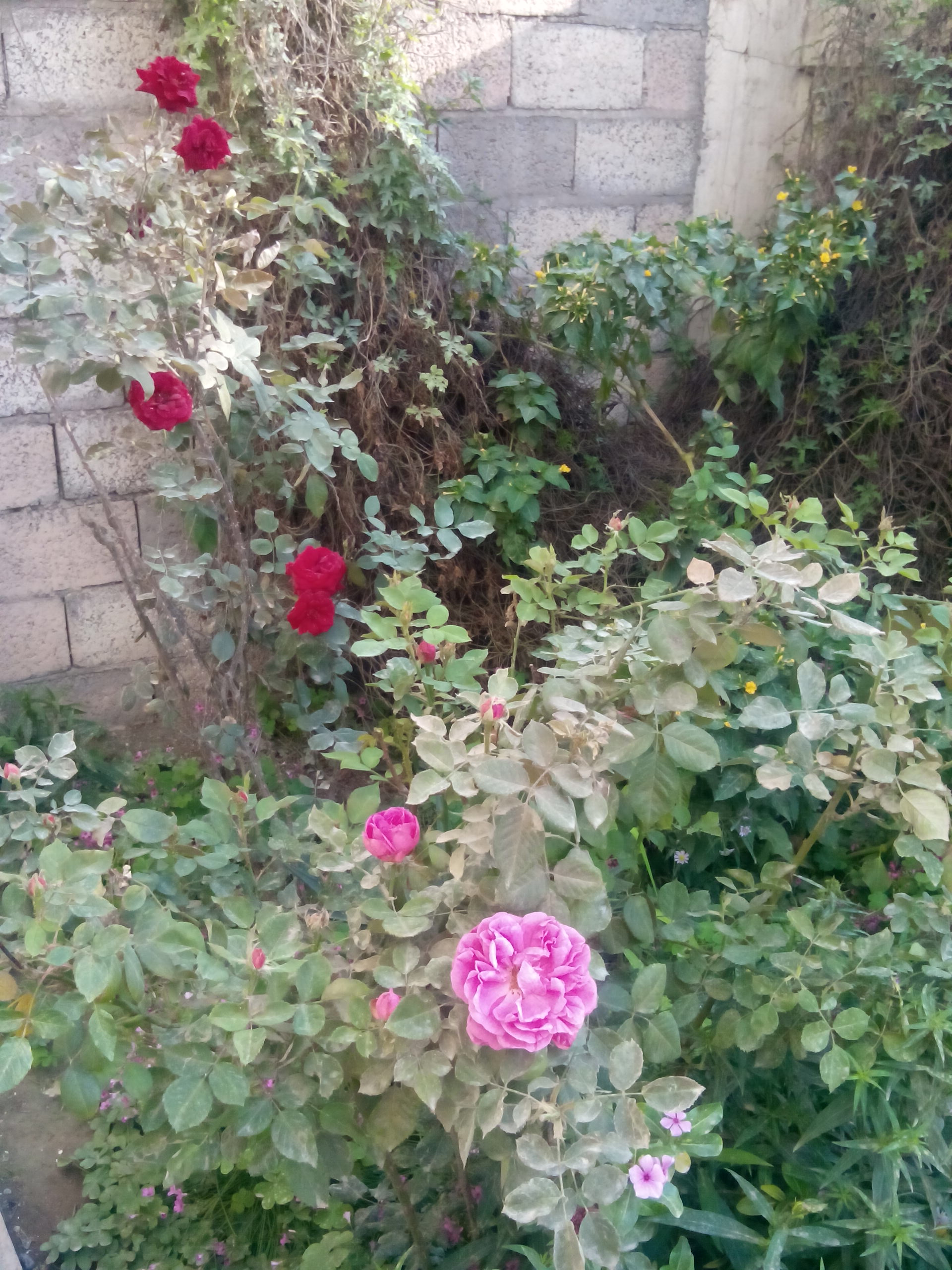
ورد جوري أحمر في حديقة منزلية

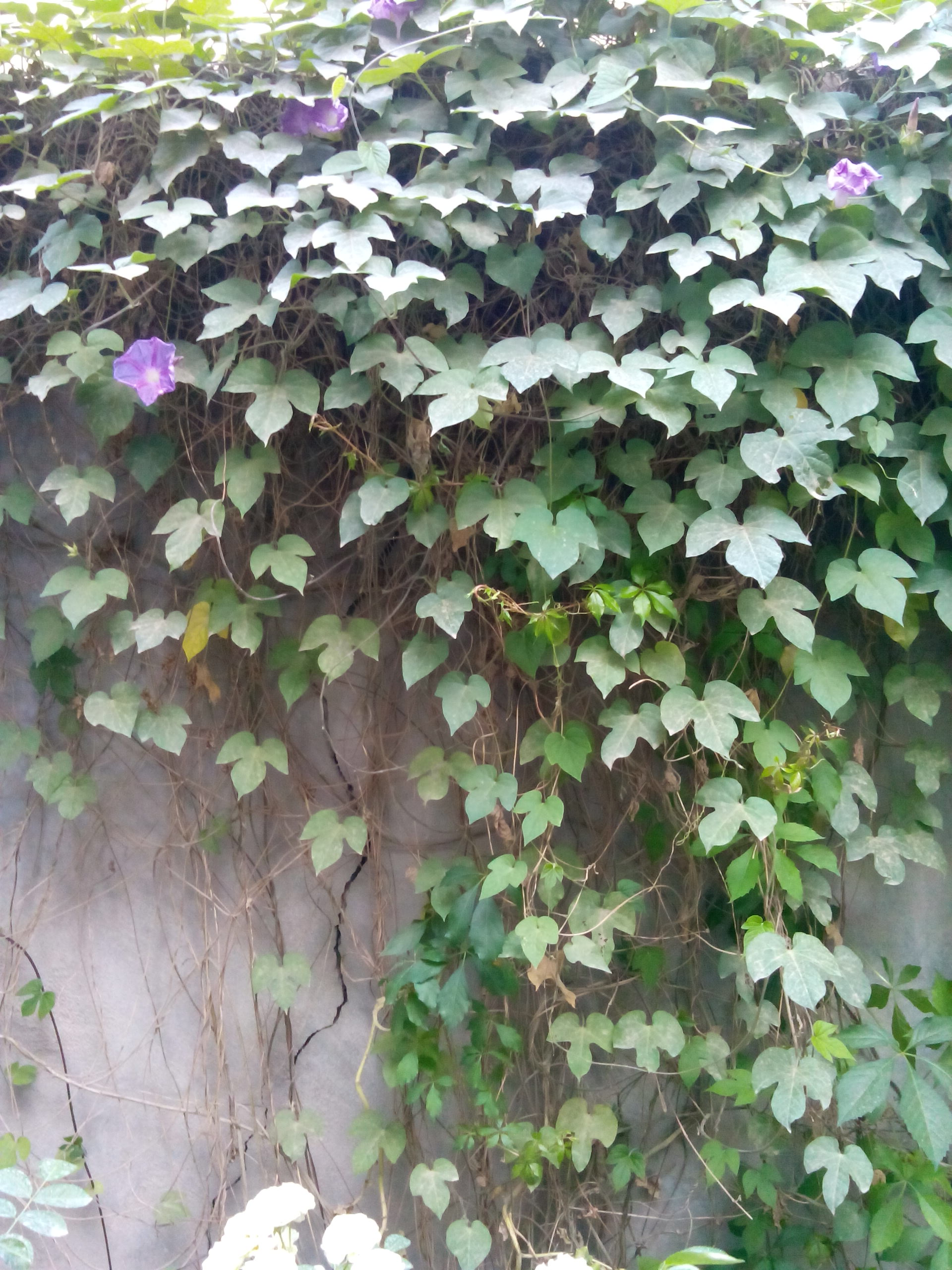
نبات متسلق على الجدران ذو أزهار بنفسجية اللون يكثر زراعته في حدائق البيوت

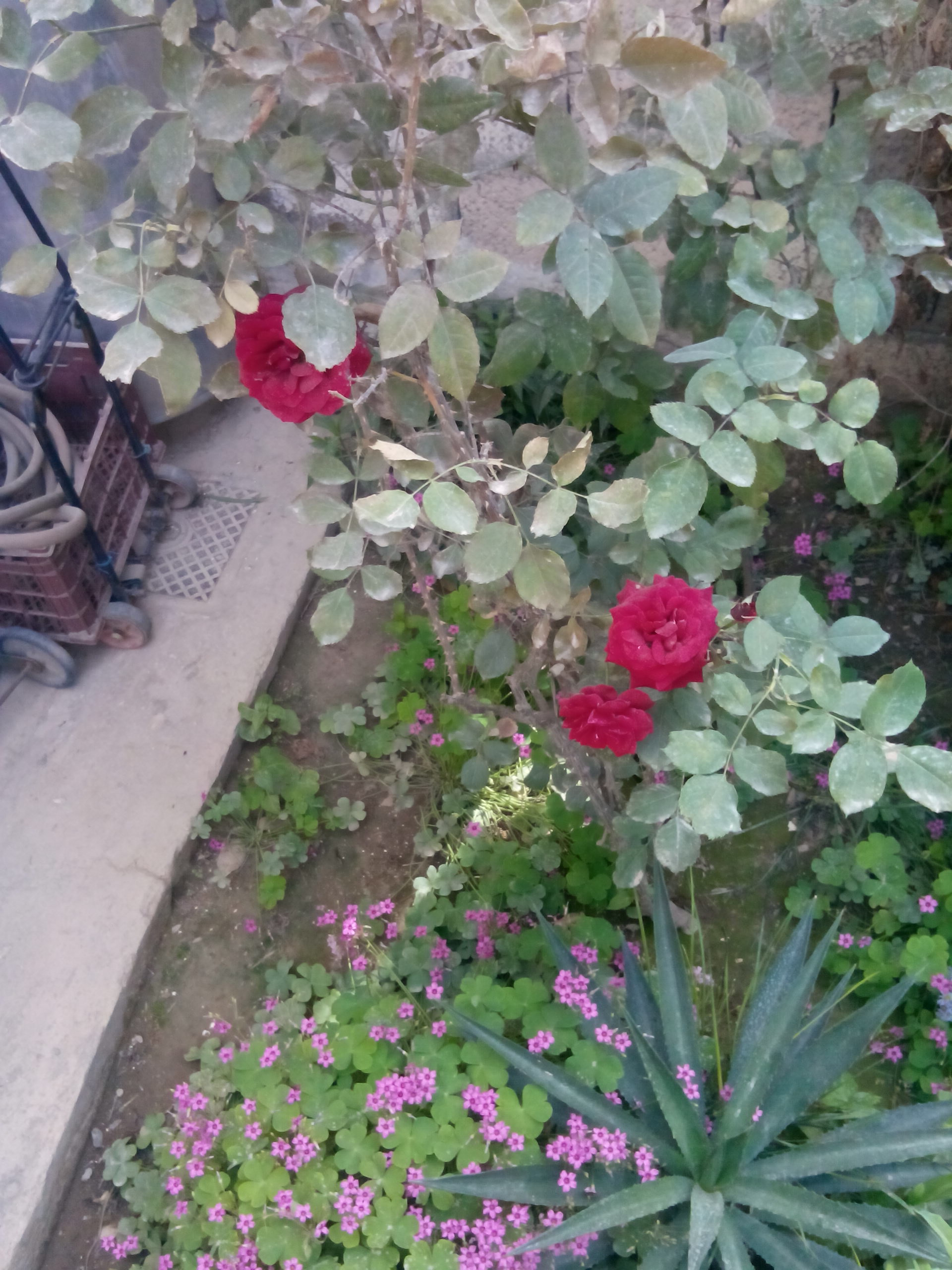
حديقة صغيرة

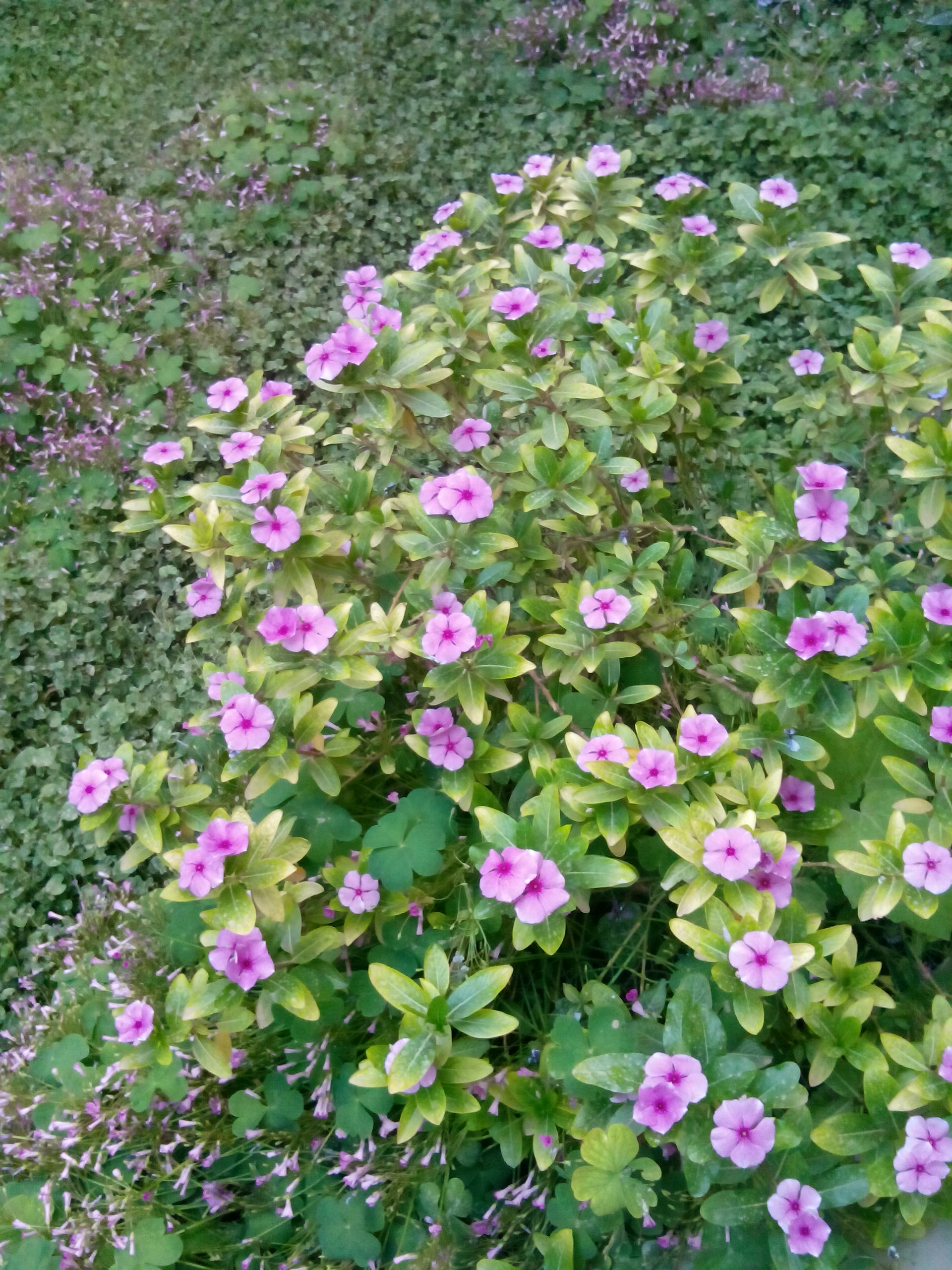
أزهار في حديقة

## آثار الممارسات غير المستدامة
بعض الآثار للممارسات غير المستدامة هي: التدهور الشديد في النظام البيئي المحيطة بها، ضرر على صحة الإنسان، وخاصة في حالة تدهور مزودات مياه الشرب، إلحاق الضرر بالنباتات والحيوانات وموائلها. عمليات الترسيب من المياه السطحية التي يسببها جريان مياه الأمطار؛ الملوثات الكيميائية في مياه الشرب التي يسببها جريان المبيدات الحشرية، والمشكلات الصحية الناجمة عن الأسمدة والمبيدات الحشرية السامة، والاستخدام غير الصحيح والنقل والتخزين والتخلص من المبيدات الحشرية، وتلوث الهواء والضوضاء الناجمة عن معدات تنسيق الحدائق؛ غزو الأراضي البرية بالأعشاب الضارة والآفات الحشرية، والاستخدام الجائر للموارد الطبيعية المحدودة.

## حلول لتنسيق حدائق مستدامة
بعض الحلول التي يجري تطويرها هي:
- الحد من جريان مياه الأمطار من خلال استخدام غور بيولوجي، لتنظيف مطر الحدائق والأسطح والجدران الخضراء.
- الحد من استخدام المياه في تنسيق الحدائق من خلال استخدام تقنيات المياه الحديثة التي تقلل من استخدام الماء.
- الترشيح الحيوي للنفايات من خلال إنشاء الأراضي الرطبة .
- ري المزرعات باستخدام المياه الناتجة من الاستحمام والمصارف، والمعروفة باسم المياه العادمة.
- استخدام الاساليب والتدابير الملائمة لمكافحة الآفات.
- خلق وتعزيز موطن للحياة البرية في البيئات الحضرية.
- تصميم الحدائق بطريقة تقلل من استخدام الطاقة بكفاءة، من خلال وضعها في المكان المناسب بحيث يتم التحكم في اماكن الظل لهذه الأشجار بالإضافة لاى استخدامها كمصدات للرياح.
- استخدام مواد ذات نفاذية عالية في رصف الارضيات للحد من جريان مياه الأمطار والسماح لمياه الأمطار بأن ترشح إلى الأرض لتغذية المياه الجوفية بدلا من جريانها كمياه سطحية.
- استخدام الخشب المقطوع بصورة مستدامة، ومنتجات الخشب المركب لتزيين الحدائق، والمشاريع الزراعية الأخرى، بالإضافة إلى استخدام الاخشاب المرنة.
- إعادة تدوير المنتجات، مثل الزجاج والمطاط من الإطارات وغيرها من المواد لصنع المنتجات المستخدمة في تنسق الحدائق مثل حجارة الرصف، وغيرها من المواد.
- أساليب التحكم بالتربة، بما في ذلك التسميد، لصون وتعزيز التربة السليمة التي تدعم التنوع في البيئة اليوية لبعض الكائنات.
- تكامل واعتماد الطاقة المتجددة، بما في ذلك استخدام معدات الإضاءة في الحدائق التي تعمل بالطاقة الشمسية.

## معلومات اساسية
تنسيق الحدائق المستدامة يكون بتصميمها بطريقة بحيث تكون منسجمة ومتوازنة مع المناخ والبيئة المحلية، بالإضافة إلى انها يجب ان تتطلب الحد الأدنى من الموارد. وبالتالي، يجب أن يكون التصميم «فعال، بتكلفة قليلة، ممتعة بصريا، وصديقة للبيئة سهلة الصيانة» وكجزء من مفهوم التنمية المستدامة يجب ان تولي اهتماما كبيرا للحفاظ على الموارد المحدودة والمكلفة، والحد من النفايات ومنع تلوث الهواء والماء والتربة، بالإضافة إلى السماد العضوي، دورة حياة العشب، وتدابير مكافحة الآفات التي تجنب أو تقلل من استخدام المواد الكيميائية، والتدابر والاساليب المتكاملة للآفات، استخدام النبات المناسب في المكان المناسب، والاستخدام المناسب للعشب، وكفاءة الري من خلال استخدام تقنيات المياه الحديثة، كلها عناصر يجب ان تؤخد بعين الاعتبار في تنسق الحدائق المستدام.

## فوائد
الموقع الجغرافي يمكنه تحديد ما هي الإجراءات المستدامة بسبب وجود فروقات في كميات هطول الأمطار ودرجات الحرارة. على سبيل المثال، مجلس كاليفورنيا لإدارة النفايات يركز على الربط بين الحد من الأضرار البيئية وتحقيق أقصى قدر من تنسيق المناظر الطبيعة في المناطق الحضرية من الشركات التجارية. في ولاية كاليفورنيا، فوائد تنسيق الحدائق في كثير من الأحيان لا تفوق تكلفة الموارد المستخدمة في تنسيقها مثل المياه والايدي العاملة. ومع ذلك، الاختيار المناسب للنباتات واختيار مواقعها بشكل صحيح قد يضمن أن تكاليف الصيانة تكون أقل، ومن ناحية أخرى تقليل استهلاك المواد الكميائية والمياه قد يكون سببا في تخفيض تكلفة الصيانة أيضا.

## التصميم المناسب
الخطوة الرئيسة لتنسيق الحدائق هي تصميمها بحيث تكون مستدامة.اولا يجب القيام بعملية تحليل لطبيعة الموقع وهذه العملية يقوم بها عادة مصممي الحدائق في بداية عملية التصميم. وينبغي النظر في عوامل مثل حجم قطعة الأرض، وحجم المنزل، والميزانية هذه العوامل جميا يجب ان تؤخذ بعين الاعتبار. الخطوات اللازمة للتصميم تشمل تخطيط اساسي، جرد وتحليل الموقع، وثائق التشييد، التنفيذ والصيانة. ومن الأهمية الاخذ بعين الاعتبارالامور المتعلعقة بالظروف المستقبلية للموقع وهذا يشمل ميلان أشعة الشمس، ونوع التربة، وتدفق الرياح، وطبوغرافية الارض، والظل، والمناخ. ولتحقيق هدف الحد من الري الاصطناعي والحد من استخدام المواد السامة يتطلب الاختيار المناسب للنباتات بحيث تتلائم مع الموقع المحدد .

## السماد
السماد يتم انتاجه بإعادة تدوير نفايات الحدائق لتصنيع السماد العضوي بطريقة غير مكلفة لاعادة استخدامها في تسميد الحدائق. ديدان الأرض، والميكروبات والنباتات وغيرها من الحيوانات تتغذى على هذه المواد العضوية بحيث يقوم بتزويدها بكميات كافية من النيتروجين ودرجات الحرارة والرطوبة المناسبة . الحجم المثالي لكومة السماد العضوي هو يارد ^ 3 (3’*3’*3’). يضاف السماد للتربة المستنزفة من المواد العضوية لتحسينها وتعديلها، يستخدم السماد لتسميد الزهور والخضروات، وأشجار الفاكهة .

## الري
استخدام تقنية النشارة للحد من فقدان المياه نتيجة للتبخر، والحد من نمو الأعشاب الضارة، والحد من تعرية التربة، مشاكل الغبار والطين. ويمكن أيضا إضافة النشارة كمواد مغذية إلى التربة عندما تتحلل. ومع ذلك، غالبا ما يتم استخدام النشارة في إزالة الأعشاب الضارة. ولكن الإكثار من استخدام النشارة من الممكن أن يؤدي إلى ضرر على المزروعات . يجب معرفة مصدر النشارة، على سبيل المثال، النشارة الذي يصنع من اشجار الجوز يكون سام.

## مواد البناء
عندما تقرر أي نوع من مواد البناءستستخدمها على الموقع من المهم اختيار مواد معاد تدوريها غالبا . مثل إعادة استخدام الطوب القديم من الأرصفة هي واحدة من الطرق التي تقوم باعطاء جمالية للمنطقة بالإضافة إلى انها تقوم بخفض كمية المواد التي تذهب إلى مكب النفايات.
لكن من المهم أيضا أن نكون حذرين بشأن ما هي المواد التي تستخدمها، خاصة إذا كنت تخطط لزراعة المحاصيل الغذائية من أي نوع. ، يجب تجنب أي نوع من المواد المعالجة، وخصوصا الخشب، والتي يمكن ان ترشح في التربة مع المطر. [.

## اختيار المزروعات
أحد الاجزاء المهمة في تنسيق الحدائق المستدامة هو اختيار النباتات. معظم ما يجعل الحدائق غير مستدامة هو كمية المدخلات اللازمة لزراعة النباتات غير المحلية فيها. ما يعنيه هذا هو أن النباتات المحلية، التي تكيفت مع الظروف المناخية المحلية وسوف تتطلب كميات أقل من العمل في الأدوات التي تؤدي إلى الازدهار. على سبيل المثال، فإنه لا معنى لزراعة الطماطم في ولاية أريزونا بسبب عدم وجود ما يكفي من الأمطار الطبيعية بالنسبة لهم للبقاء على قيد الحياة من دون سقي مستمر. بدلا من ذلك، أكثر النباتات ملائمة تلك التي تتحمل الجفاف مثل الصبار فهي قادرة على البقاء على قيد الحياة، بالإضافة إلى ذلك فإنه باختيار النباتات المحلية، يمكن للمرء تجنب بعض المشاكل مع الحشرات والآفات وذلك لأن هذه النباتات أيضا يمكن تكييفها للتعامل مع أي الحشرات الضارة المحلية. وخلاصة القول هي ان الاختيار المناسب والصحيح لنوع من النباتات المحلية، يمكنه حفظ قدرا كبيرا من المال الذي يستخدم لعمليات تسميد التربة وتعديلها، مكافحة الآفات والري.
يمكن للنباتات المستخدمة كمصدات للرياح تقليل ما يصل إلى 30٪ من تكاليف التدفئة في الشتاء وفي فصل الصيف تحول دون دخول اشعة الشمس المباشر إلى المباني سواء التجارية أو السكنية، بالإضافة إلى خلق الهواء البارد من خلال تبخر الماء الناتج عن عملية النتح، ويمكن تبريد المناطق اللازراعية مثل المداخل والأرصفة.
البيت الذي تحيط به أشجار أو شجيرات يتمتع بمزايا متعددة. النباتات تطلق كميات من بخار الماء في الجو من خلال النتح والماء لديه القدرة على خفض درجات الحرارة القصوى في المناطق القريبة منه. وبالإضافة إلى ذلك، فإن وجود الأشجار يساعد في إنشاء نظم بيئية مستقرة وصحية (مثل الغابات. وهذا هو من أهم المبادئ المستخدمة في الزراعة المستديمة.
إذا تم اختيار الأشجار المحيطة بالمنزل لإنتاج الفاكهة الصالحة للأكل فإنها يمكن أن توفر مصدر غذائي مستدام لسكان المنزل. حتى وان كانت بعض هذه المزروعات تتطلب كميات من الماء لععملية الري (خصوصا في فصل الصيف)، فإن معالجة المياه العادمة وانظمة تجميع المياه في فصل الشتاء تعتبر حلول ممتازة لحل متل هذه المشكلات، ولكن يجب الانتباه ان المياع العادمة غير مناسبة لري جميع أنواع النباتات حيث ان المياه العدمة تحتوي على درجات حموضه عالية وهناك نباتات لاتتحمل هذه النسبة من الحموضة
بالإضافة إلى اختيار اماكن وضع الأشجار بشكل ذكي يساعد بالحفاظ على الطاقة، حيث انه يكون موضع الأشجار المتساقطة الأوراق العريضة بالقرب من الواجهات الشرقية والغربية واحيانا الشمالية. هذا التوزيع يتيح التظليل في فصل الصيف مع السماح بدخول كميات كبيرة من حرارة أشعة الشمس في فصل الشتاء. ولكن يجب الانتباه انه عند وضع الأشجار يجب ان تكون بعيدة عن جدران المنزل بما لا يقل عن 1م حيث ان جذور النباتات قد تسبب تدمير لاساسات البيت في اثناء نموها مما ينتج عنه تدمير للجدار وفي بعض الأحيان تدمير للبيت كاملا.. أما في الواجهات الجنوبية في التصميم المستدام فإن استخدام الأشجار يكون معدوما أو قليلا حيث انها أكثر واجهة معرضة لاشعة الشمس وعادة ما تستغل في تجميع الطاقة الشمسية من خلال وجود الخلايا الشمسية للاستفادة منها أو استخدام الكتل الحرارية التي تقوم بتجميع الحرارة خلال النهار واعادة اشعاعها خلال الليل وهذا يفيد في عمليات التدفئة للبيوت في فصل الشتاء.
وثمة خيار ذكي اخر وهو عمل سياج نباتي كثيف يتكون من اشجار دائمة الخضرة (مثل الصنوبريات) بالقرب من الواجهة الجنوبية وهي الجهة التي تهب منها الرياح القارية الباردة (الواجهة الشمالية في نصف الكرة الأرضية الشمالية)، وأيضا وضع سياج اخرفي المناطق التي تهب الرياح السائدة. ومثل هذا الخيار يخلق حاجز للريح فعال في الشتاء حيث انها تمنع درجات الحرارة المنخفضة جدا خارج المنزل، ويقلل من تسرب الهواء نحو الداخل. الحسابات تشير إلى انه وضع كاسر للريح على علو مرتين لارتفاع الأشجار يمكن أن تقلل من سرعة الرياح بنسبة 75٪. ويترتب على ذلك أنه، مع بعض التخطيط، يمكن تطبيق وضع الأشجار (سواء كانت دائمة الخضرة أو لا) في وقت واحد.
الاستراتيجيات المذكورة أعلاه عن توزيع النباتات لها عيبين، أولا، أنها تعمل على تقليل دوران الهواء في الصيف (على الرغم من التدفئة في العديد من المناطق هو الأكثر أهمية و هو مكلف أكثر من من التبريد)، وثانيا، أنها قد تؤثر على كفاءة الألواح الشمسية، ومع ذلك، تشير التقديرات إلى أنه إذا كان يتم تطبيق كل الاستراتيجيات بشكل صحيح، فإنها يمكن أن تقلل من الطاقة الإجمالية المستخدمة في المنزل بنسبة تصل إلى 22٪.

## الصيانة
مشاكل الآفات الزرراعية التي قد تتعرض لها النباتات هي من أهم الامور التي يجب ان تؤخذ بعين الاعتبار للحفاظ على صحة النبات . من المفضل أن تبدأ مع مواد نباتية خالية من الآفات بالإضافة إلى فحص واغلاق المعدات جيدا من الامور الموصى بها. ترسخ وتعزيز التنوع الحيوي في المنطقة الزراعية قد يكون مفيدا للنباتات (مثل الطيور، والحشرات ) حيث ان هذه الكائنات تتغذى على الافات الزراعية .
لأن الآفات الزراعية تختلف من نبتة إلى أخرى، لذلك فإن تقييم المشكلة بشكل صحيح يعتبر نصف المعركة .في حين يتم اختيار المبيدات الحشرية في كثير من الأحيان يجب الانتباه إلى نوع المبيد الحشري، ويفضل استخدام المبيدات الحشرية العضوية أو الطبيعة على المبيدات الكميائية حيث انها اقل ضررا على النباتات المجاورة للنبتة المريضة في حين ان المبيدات الكميائية قد تؤثر سلبا على جميع المزروعات..
التقليم السليم يعمل على زيادة دوران الهواء ويقلل من احتمال وقوع الأمراض النباتية. ومع ذلك، التشذيب غير اللائق يضرالشجيرات والأشجار. حيث أن التقليم الزائد وقص النباتات بشكل مستمر وغير سليم النباتات يسبب الإفراط في نمو النبات.وبالإضافة إلى ذلك، التقليم أيضا قد يعتبر من الممارسات الخطرة التي تؤدي لجعل الشجرة في خطر حيث انها تصبح عرضة للتلف بسبب الرياح.
.تقنية التقليم الطبيعي تكون خلال موسم معينة وملائمة، لتتم الاستفادة منه . من ناحية أخرى، فهو يعزز صحة النباتات ويجعلها أكثر استقرارا. في المناطق المعتدلة، ينبغي أن نقوم بعملية تشذيب النباتات في فترات السكون. ومن الخطأ ان نقوم بعمل التشذيب للنباتات في مرحلة النمو لأنه يتم تحفيز النمو، والبراعم الجديدة تكون ضعيفة للغاية حيث انها لا تستطيع تحمل درجات الحرارة المنخفضة في فصل الشتاء .